# Scopelarchus analis
Scopelarchus analis är en fiskart som först beskrevs av Brauer 1902.  Scopelarchus analis ingår i släktet Scopelarchus och familjen Scopelarchidae. Inga underarter finns listade i Catalogue of Life.